# نورتبریج (ماساچوست)
نورتبریج، ماساچوست
نورتبریج (به انگلیسی: Northbridge) شهرکی در شهرستان ورچستر ایالت ماساچوست می‌باشد که در سال ۱۷۷۵ بنیان‌گذاری شده‌است. این شهرک در سرشماری سال ۲۰۱۰ میلادی، ۱۵٬۷۰۷ نفر جمعیت داشته‌است.